# Camille Bryen
Camille Bryen, pseudonyme de Camille Briand, né le 17 septembre 1907 à Nantes et mort le 8 mai 1977 à Paris, est un poète, peintre et graveur français.
Rattaché à la nouvelle École de Paris, il appartient aux courants de l'abstraction lyrique et du tachisme.

## Biographie
Dans les années 1925-1927, Camille Briand fait partie de la bohème nantaise, utilisant le pseudonyme d'« Aristide », sans doute par allusion à son illustre homonyme, lui aussi d'origine nantaise. Il apparaît notamment en couverture de la Revue nantaise d'avril 1927, portraituré par Henri Bouyer, avec le commentaire : « Type nantais, le Bohème Aristide ».

### Un épisode nantais: l'affaire de la Close
Durant cette période, il est impliqué, ainsi que la revue, dans l'« affaire de la Close », un scandale mondain que les autorités réussiront finalement à étouffer. En janvier 1927, des grands noms de la société nantaise participent à une orgie mondaine dans le château de la Close situé avenue du même nom, mais le secret n'a pas pu être préservé. En mars, le journal socialiste Le Travailleur de l'Ouest attaque (sans donner de noms, bien qu'ils soient connus) au motif de l'hypocrisie des classes dirigeantes et de la dépense extravagante (champagne) plus qu'à celui de l'« immoralité ».
Souffrant de difficultés financières, Le Travailleur de l'Ouest avait trouvé le moyen de relancer son audience en exagérant largement les faits, la famille Guillon, propriétaire des lieux, ayant toujours refusé de céder au chantage financier du journal socialiste.
Par conséquent, des chansons de rue sont proposées sur la voie publique. Aristide est l'auteur d'une de ces chansons, Surprise-party, dont il vend le texte pour un franc sur la place de Nantes ; mais faute de licence de colportage, « le sieur Briand Camille » est appréhendé le 24 mars et fait l'objet d'un procès-verbal. La Revue nantaise, créée en 1925, et qui se veut d'avant-garde, reprend l'affaire dans son numéro d'avril, y consacrant trois pages ; elle affirme notamment qu'Aristide a vendu plusieurs milliers d'exemplaires de sa chanson. Mais les autorités, en l'occurrence la municipalité, font intervenir la police et retirer la revue de la vente.

### L'artiste parisien
Camille Bryen s'installe peu après à Paris. Attiré par les surréalistes, il publie en 1927 un premier recueil de poèmes, Opopanax puis, en 1932, Expériences, mêlant poèmes, dessins et collages. Il présente en 1934 sa première exposition personnelle et en 1935 expose au Salon des surindépendants des dessins automatiques, puis réalise en 1936 sa première peinture tachiste. Bryen cosigne le « manifeste dimensioniste » de Charles Sirato, avec entre autres Jean Arp, Marcel Duchamp et Francis Picabia. Avec Raoul Ubac, il dépose des « objets dans les endroits les plus inattendus », affiche « des poèmes et images sur les murs ». Il est notamment l'auteur du slogan « Défense d'interdire », placardé en plusieurs endroits de Paris à cette époque, et qui sera repris en 1968 par les insurgés parisiens sous la forme « Il est interdit d'interdire ».
En 1948, il organise la première exposition de l’« abstraction lyrique » à laquelle participent notamment Hans Hartung, Wols, Gérard Schneider et Georges Mathieu. Il aborde alors la gravure et, en 1949, la peinture à l'huile. Il publie en 1950 Héréphile puis se détourne de la littérature pour se consacrer entièrement à la peinture et à la gravure.
À partir des années 1950, Bryen présente régulièrement des expositions personnelles en France comme à l'étranger et participe à de nombreux salons, biennales, expositions collectives. Dans son œuvre, toujours libérée de toute allusion, les champs discrets de la couleur, structurés par de fines giclures, créent un climat poétique qui assure son originalité.

## Postérité
En hommage à Bryen, un timbre reproduisant l'une de ses œuvres, Précambrien, est émis par les Postes françaises le 14 septembre 1987 (valeur de 5 francs).
Bryen fait partie des peintres réunis pour l'exposition « L'envolée lyrique, Paris 1945-1956 » présentée à Paris au musée du Luxembourg en 2006.

## Œuvres
- Défiguratif, 1953, 92 × 60 cm[4]
- Écoute l'heure, 1962, huile sur toile, 146 × 114 cm[5]
- Pan-Art, 1974, 195 × 114 cm[6]
- L'Objet est un mauvais sujet, 1974, 195 × 114 cm[7]
- Cathatemps, 1974, 195 × 114 cm[8]
- Anatemps, 1974, 195 × 114 cm[9]

Le catalogue raisonné de son œuvre gravé est publié en 1975 dans les Nouvelles de l'estampe.

## Publications
- Opopanax, 1927, poèmes
- Expérience, 1932
- Les Quadrupèdes de la chasse, 1934
- Lions à barbe, 1935
- Actuation poétique, suivie d'exemples (avec Raoul Michelet), 6 illustrations contrecollées dont un dessin de Camille Bryen et 5 reproductions photographiques de Raoul Michelet, Paris, René Debresse, 1935
- L'Aventure des objets, 1937
- Les Cloîtres du vent, Nouvelle Revue Critique 1945
- La Chair et les mots, Journal poétique, K. éditeur Paris 1948
- Anthologie de la poésie naturelle, en collaboration avec Alain Gheerbrant, Paris, K. Éditeur, 1949
- Héréphile, 1950
- Désécritures. Poèmes, essais, inédits, entretiens, Dijon, Les Presses du réel, 2007  (ISBN 9782840662242)

## Collections publiques

### France
- Alès, musée-bibliothèque Pierre-André-Benoit
- Dunkerque, Lieu d'art et action contemporaine de Dunkerque
- Grenoble, musée de Grenoble
- Le Havre, musée des Beaux-Arts
- Lille, musée des Beaux-Arts
- Lyon, musée des Beaux-Arts
- Marseille, musée Cantini
- Morlaix, musée des Jacobins
- Nantes , musée d'Arts
- Paris, musée national d'Art moderne
- Rennes, musée des Beaux-Arts ; musée du Frac Bretagne[11]
- Les Sables-d'Olonne, musée de l'abbaye Sainte-Croix
- Saint-Étienne, musée d’Art et d’Industrie
- Strasbourg, musée d’Art moderne
- Tourcoing, musée des Beaux-Arts

### Dans le monde
- Bâle, Kunstmuseum
- Jérusalem
- Lisbonne, fondation Gulbenkian
- Locarno, musée d’art contemporain
- New York, Museum of Modern Art
- Oslo, Nasjonalgalerie
- Rome, Galerie nationale d'art moderne et contemporain
- Skopje, musée d’Art contemporain

#### Catalogues d'exposition
Roger van Gindertael, Bryen, galerie Raymonde Cazenave, Paris, 1960.
- Bryen, musée national d'Art moderne, Paris, 1973.
- Bryen en temps conjugués, par Michel Butor, édité à l'occasion de l'exposition à la galerie de Seine, Paris, février 1975.
- Bryen, musée Unterlinden, Colmar, 1986.
- Jacqueline Boutet-Loyer, La Dérive graphique de Camille Bryen, galerie Callu Mérite, Paris, 1988.
- Jacqueline Boutet-Loyer, Bryen et le défi de la peinture éternelle, galerie Callu Merite, Paris, 1990.